# バスタン
バスタン(Baztan)は、スペイン・ナバーラ州のムニシピオ（基礎自治体）。ナバーラ州は3つの言語圏を設定しており、バスタンはスペイン語とともにバスク語も公用語に指定されている「バスク語圏」に含まれている。ナバーラ州の州都パンプローナの北58キロメートルにある。

## 地理
バスタンの面積は376.8平方キロメートルであり、ナバーラ州でもっとも面積の大きな自治体である。自治体域の大半は共有地であり、ヒツジやウマなどの放牧地として使用されている。バスタン渓谷はフランス領バスクのラプルディやバス＝ナヴァールに接しており、バスタン渓谷の東側ではイスペギ峠によって、北側ではダンチャリネア峠によって通行できる。2017年の人口は7,736人であり、約半数が中心地区のエリソンド地区に住んでいる。バスタン、スガラムルディ、ウルダスビの3自治体でバスタン郡を構成している。
バスタン渓谷ではバスタン川の河岸にある牧草地を利用した小規模な牧畜がおこなわれている。また、リンゴ・マルメロ・サクランボ・ナシ・モモなどの果樹栽培も一般的であり、近年ではキウイも栽培されている。山の斜面にはオーク・クリ・クルミ・トネリコなどが生えている。大邸宅の敷地内には奇妙なヤシの木が植えられていることがあるが、これは16世紀以降に多くのバスタン人がアメリカ大陸に移住したことに由来するとされている。

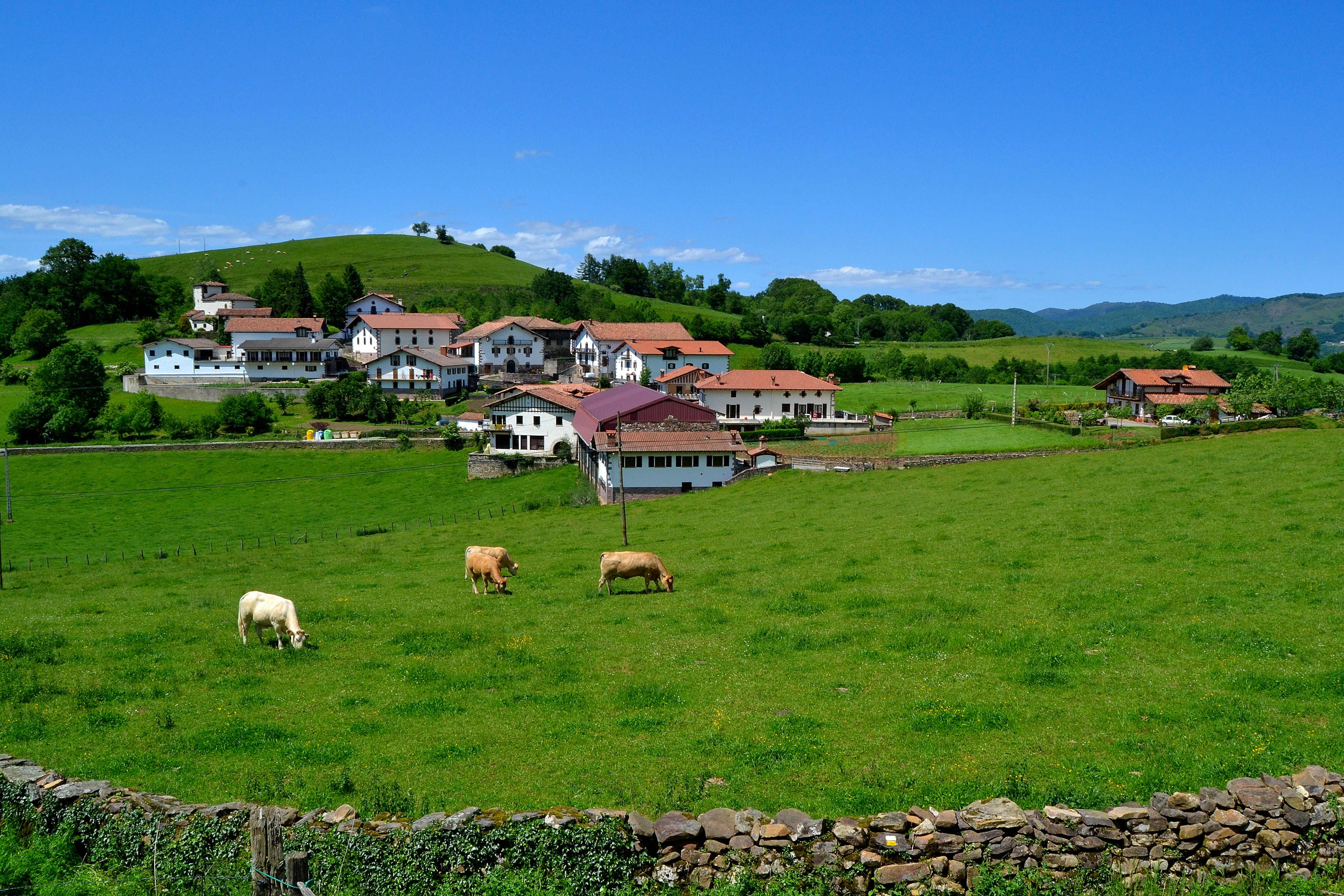
アニス地区の牧草地
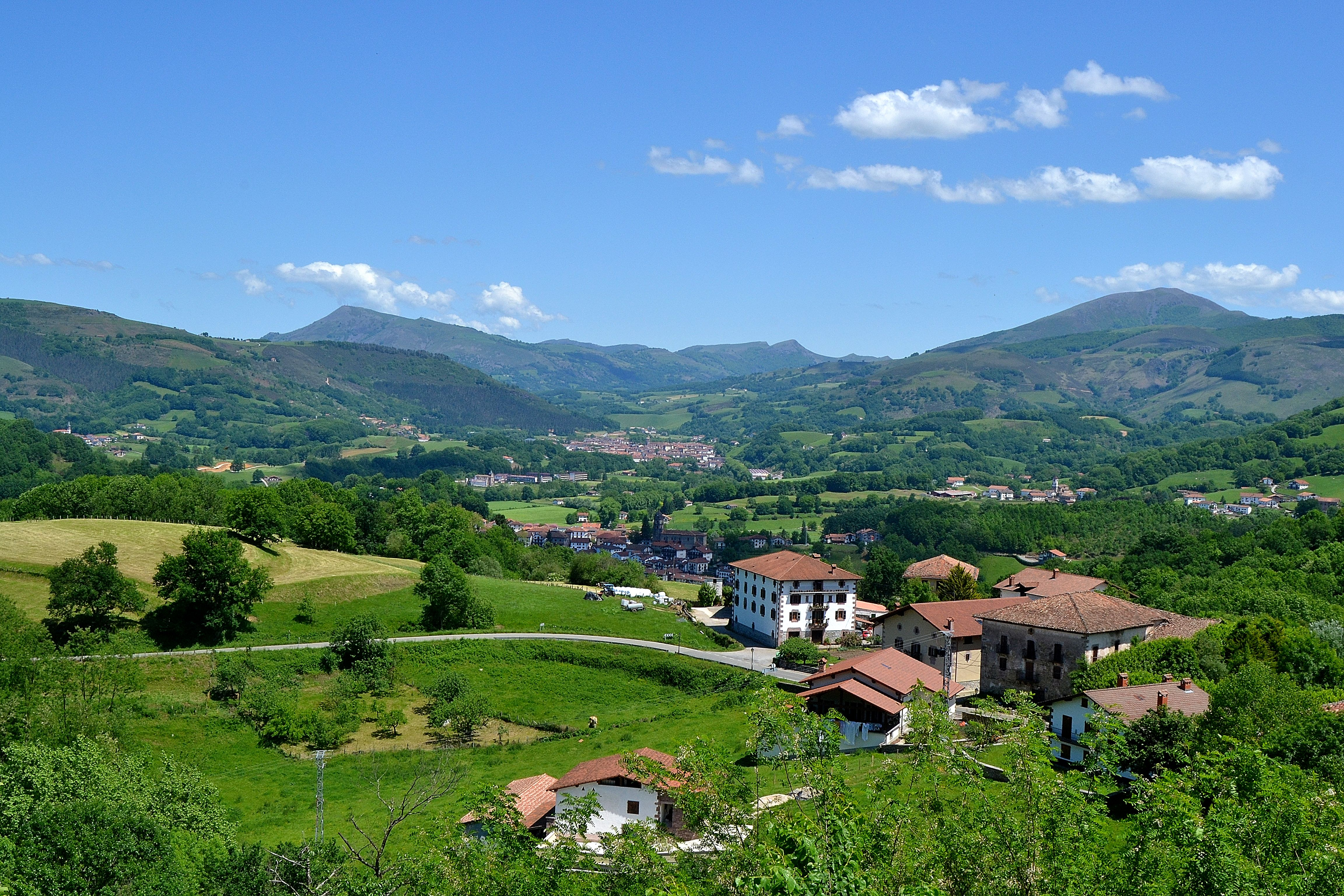
シガ地区の風景
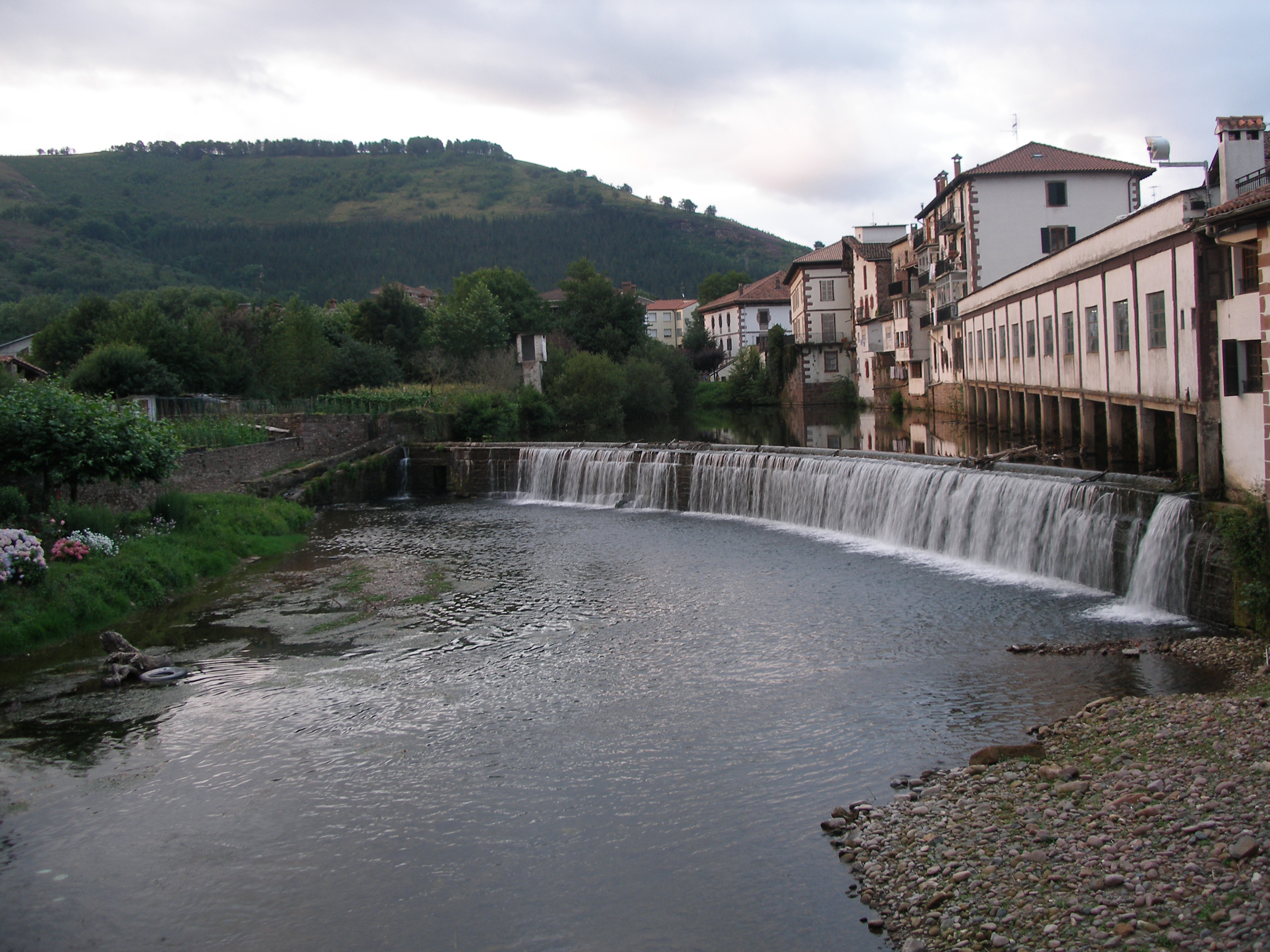
エリソンド地区を流れるバスタン川

### 地区
バスタンの自治体域は15の地区（集落）に分かれており、自治体庁舎があるのはエリソンド(en)地区である。
- エリソンド(en)
- アマユール＝マジャ
- アニス
- アライオス
- アルマンドス
- アイスクン
- アスピリクエタ
- ベロエタ
- エルベテア
- ガルサイン
- イルリタ
- レカロス
- エラツ
- オロノス＝ムガイリ
- シガ

### 人口
| バスタンの人口推移 1900－2017                           |
|                                                         |
| 出典:INE（スペイン国立統計局）1900年 - 1991年、1996年 - |

## 政治
| 任期      | 首長名                    | 政党                     |
| --------- | ------------------------- | ------------------------ |
| 1979–1983 | Francisco Javier Elizalde | バスク連帯(EA)           |
| 1983–1987 | Francisco Javier Elizalde | バスク連帯(EA)           |
| 1987–1991 | Patxi Oyarzabal Irigoyen  | バスク連帯(EA)           |
| 1991–1995 | Patxi Oyarzabal Irigoyen  | バスク連帯(EA)           |
| 1995–1999 | Patxi Oyarzabal Irigoyen  | バスク連帯(EA)           |
| 1999–2003 | Patxi Oyarzabal Irigoyen  | バスク連帯(EA)           |
| 2003–2007 | Virginia Alemán Arraztio  | バスク連帯(EA)           |
| 2007–2011 | Virginia Alemán Arraztio  | ナファロア・バイ(Na-Bai) |
| 2011–2015 | Garbiñe Elizegi Narbarte  | ビルドゥ                 |
| 2015–2019 | Joseba Otondo             | EHビルドゥ               |
| 2019–2023 | n/d                       | n/d                      |
| 2023–     | n/d                       | n/d                      |

## 文化
バスタンの文化は本質的にバスク文化であり、家庭ではいまだに主としてバスク語が離される。スペイン語で教える学校に入学することも可能だが、バスタンの子どもたちの大半はイカストラと呼ばれるバスク語教育の学校で学んでいる。多くのイカストラでスペイン語は第二言語として教えられ、スペイン語よりも英語による授業のほうが多いこともある。バスタン渓谷には高等教育機関がないため、多くの若者はナバーラ州の州都パンプローナやギプスコア県の県都サン・セバスティアンなどの都市部の大学に進学するが、若者のバスタン渓谷との結びつきは強く、多くの若者が後年にはバスタン渓谷にUターンする。2001年の人口は7,501人だったが、2017年の人口は16年前より200人以上多い7,736人だった。
2012年、イニャキ・エリサルデは、アイスクン地区近くのボサテ集落に住んでいた被差別民のカゴ（バスク語ではアゴテ）映画『Baztan』を製作し、この作品はサン・セバスティアン国際映画祭で上映された。 2013年、ハードボイルド作家のドロレス・レドンドは『バサジャウンの影』を刊行した。この作品は「バスタン渓谷三部作」の第1作であり、20言語以上に翻訳された。

## 出身者
- ペドロ・デ・ウルスア（スペイン語版） (1526-) : コンキスタドール。
- マルティン・デ・ウルスア・イ・アリスメンディ（スペイン語版） (1653-1714): コンキスタドール。
- フアン・デ・ゴジェネチェ（スペイン語版） (1656-1735) : 編集者・ジャーナリスト。
- アグスティン・デ・ハウレギ（スペイン語版） (1711-1784) : 政治家。チリ総督、ペルー総督。
- フアン・デ・ゴジェネチェ・イ・アゲレベレ（スペイン語版） (1741-1813) : 軍人・政治家。
- ペドロ・メンディヌエタ（スペイン語版） (1736-1825) : 政治家・軍人。
- ダマソ・サバルサ（スペイン語版） (1835-1894) : 作曲家・ピアニスト。
- マヌエル・アンドレス・カサウス（スペイン語版） (????-1934) : ジャーナリスト。
- リカルド・サバルサ（スペイン語版） (1898-1940) : 政治家。
- エリアス・ピエロラ（スペイン語版） (1944-) : バスク・ペロタ選手。
- フアン・マリア・アミアノ（スペイン語版） (1947-) : サッカー選手。
- パロマ・サン・バシリオ（スペイン語版）(1950-) : 歌手・女優。
- ペリョ・サラブル（スペイン語版） (1951-) : 言語学者・著作家。
- ミゲル・アチャ（スペイン語版） (1957-) : 自転車競技選手。
- エミリオ・シルバ（スペイン語版） (1965-) : ジャーナリスト。
- ミケル・ゴニ（スペイン語版）(1977-) : バスク・ペロタ選手。